# ولودیا بادالیان
وُلودیا (ولادیمیر) آرامائیسی بادالیان (ارمنی: Վոլոդյա Արամայիսի Բադալյան؛ زادهٔ ۱۲ مهٔ ۱۹۴۸) یک سیاستمدار و کارآفرین اهل ارمنستان است که از تاریخ ۱۹۹۰ تا تاریخ ۱۹۹۵ سمت نمایندگی دوره اول شورای عالی جمهوری ارمنستان و از تاریخ ۱۹۹۵ تا تاریخ ۲۰۱۷ سمت نمایندگی نماینده دوره‌های اول تا پنجم مجلس ملی جمهوری ارمنستان را برعهده داشت.

## زندگی‌نامه
در ۱۲ مه ۱۹۴۸ در اسپیتاک به دنیا آمد و از دانشگاه پلی‌تکنیک ارمنستان فارغ‌التحصیل شد. وی همچنین برنده جوایزی همچون نشان دوستی شده است.